# 세르게이 코소로토프 (유도 선수)
세르게이 알렉산드로비치 코소로토프(러시아어: Серге́й Алекса́ндрович Косоро́тов, 1965년 4월 14일~)은 러시아의 유도 선수, 지도자이다. 1996년 하계 올림픽 남자 헤비급에 러시아 국가대표 선수로 참가했다. 또한 세계 선수권 대회에서 금메달 1개, 은메달 1개, 동메달 1개를 획득했으며 유럽 선수권 대회에서 금메달 2개, 은메달 3개, 동메달 1개를 획득했다.